# Ortueri
Ortueri ist ein Ort in der Provinz Nuoro in der italienischen Region Sardinien mit 1002 Einwohnern (Stand 31. Dezember 2023).
Ortueri liegt 77 km südwestlich von Nuoro.
Die Nachbargemeinden sind: Austis, Busachi (OR), Neoneli (OR), Samugheo (OR), Sorgono und Ula Tirso (OR).